# José Luis Etcheverry
José Luis Etcheverry (Laprida, Buenos Aires, Argentina, 1942-ibíd., 2000) fue un estudioso de la filosofía y traductor argentino. Su nombre está indisolublemente ligado a una de las dos versiones en español de las obras completas de Sigmund Freud.

## Biografía
Etcheverry nació en 1942, en Laprida, provincia de Buenos Aires, a donde llegó en su adolescencia. Estudió en la Facultad de Filosofía y Letras de la Universidad de Buenos Aires, pero no se recibió. Allí conoció a María Angélica Aráoz y con ella se casó en 1961, siendo ambos muy jóvenes. José Luis y María Angélica tuvieron tres hijos. Falleció en el año 2000 con 57 años debido a una súbita enfermedad.

## Obra

### Traducción de las Obras completas de Sigmund Freud
Etcheverry tradujo a Sigmund Freud directamente desde el alemán, aunque contrastó cada concepto con lo que James Strachey había traducido al inglés en la Standard Edition (iniciada en 1948 y publicada entre 1953 y 1966).
La edición precisa desde la que tradujo Etcheverry es la 4ª reimpresión (1972) de las Gesammelte Werke ("Obras completas, en español) de la editorial Fischer. Pero, según él mismo establece en la Advertencia sobre la edición en castellano, tuvo a la vista además la Studienausgabe (una edición de las obras de Freud en alemán de once tomos organizados en áreas temáticas) que también contiene todas las notas introductorias de Strachey en alemán.

### Traducción de otras obras de psicoanálisis
En 1994 tradujo la correspondencia entre Sigmund Freud y Wilhelm Fliess, y en 1997, el Diario clínico de Sándor Ferenczi. Además, participó en 1988 en la supervisión de la traducción al castellano del Diccionario del psicoanálisis, una obra de 736 páginas, de varios autores, editada bajo la dirección de Roland Chemama.[cita requerida]

### Traducción de otros autores
Aunque su obra como traductor de Freud es la que lo hizo alcanzar mayor renombre, Etcheverry tradujo también desde el alemán a otros destacados autores. Por ejemplo, tradujo una colección de cuatro ensayos metodológicos de Max Weber, así como a Jürgen Habermas y Anthony Giddens, entre otros.